# Erlacher Höhe

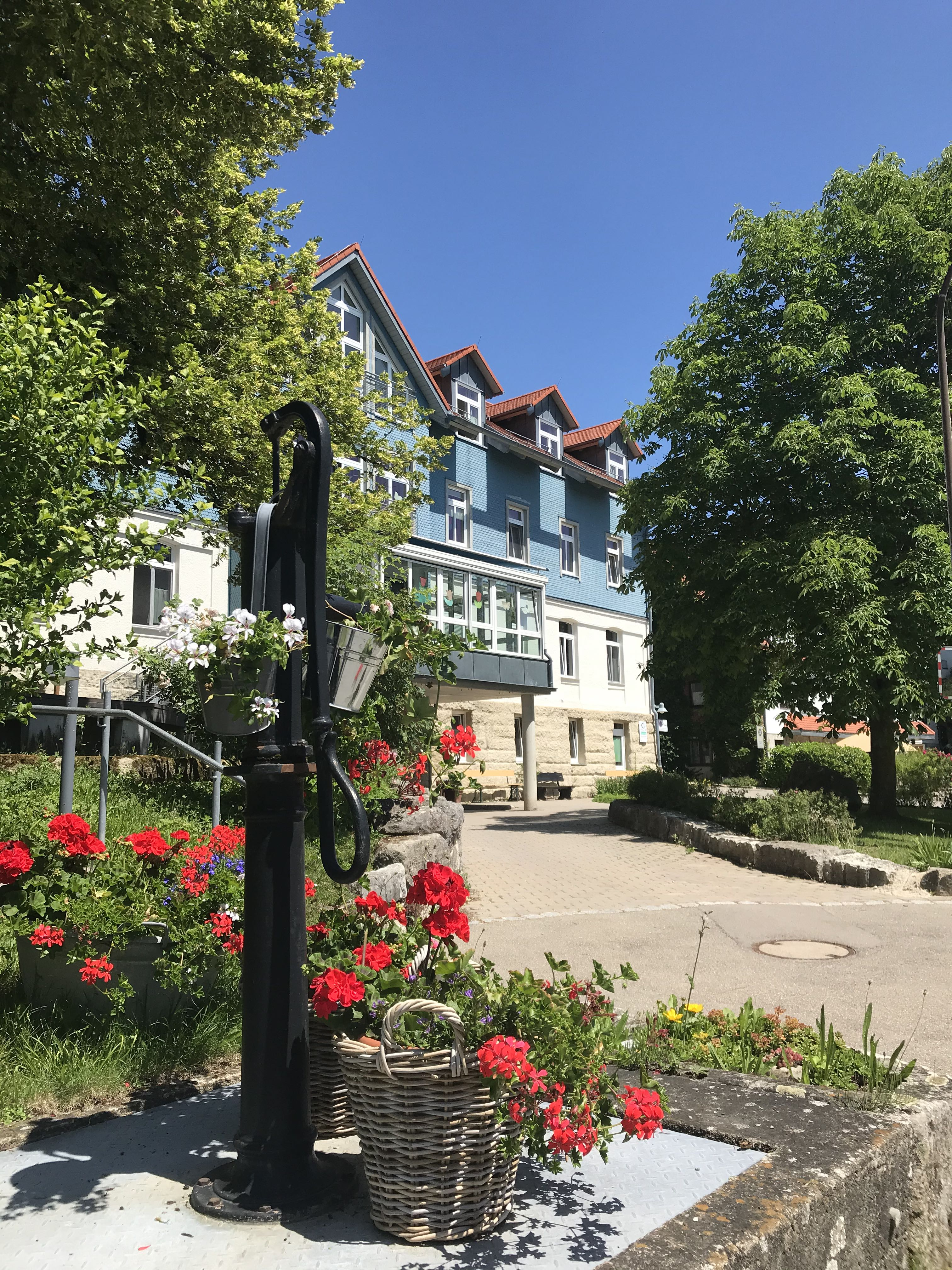
Stammhaus der Erlacher Höhe im August 2020.

Die Erlacher Höhe ist eine ehemalige Arbeiterkolonie, die 1891 in Großerlach gegründet wurde. Sie ist heute Hauptsitz des gleichnamigen diakonischen Sozialunternehmens mit weiteren Niederlassungen in Baden-Württemberg. Schwerpunkt ist die Unterstützung von obdachlosen Menschen, arbeitslosen und suchtkranken Menschen, pflegebedürftigen Personen und Flüchtlingen. Gemeinsam mit dem Dornahof bildet die Erlacher Höhe den Diakonieverbund Dornahof & Erlacher Höhe e. V.

## Geschichte
32 Männer „aus verschiedenen Berufsklassen und aus allen Teilen des Landes“ gründeten am 1. Mai 1883 im evangelischen Vereinshaus in Stuttgart den „Verein zur Gründung von Arbeiterkolonien in Württemberg“. Noch im Gründungsjahr kaufte der Verein den Dornahof (bei Altshausen), um dort eine erste Arbeiterkolonie einzurichten. Diese ist bis heute die Schwestereinrichtung der Erlacher Höhe.
Im Jahr 1891 übernahm der Verein die längst verfallene Glashütte in Großerlach-Erlach und baute sie um. Im Zuge der Arbeiten entstanden Schlafsäle für je 30 Männer und die dazugehörigen Wirtschaftsräume. Getragen von der Idee „Arbeit statt Almosen“ wollte der Verein auf diese Weise Männern, die im Zuge der industriellen Revolution arbeitslos geworden waren und als sogenannte „Wanderarme“ über Land zogen, gegen Einsatz der Arbeitskraft in der Arbeiterkolonie Erlach ein Dach über dem Kopf bieten. Im Jahr 1911 lebten 333 sogenannte Kolonisten auf der Erlacher Höhe, wo sie in der Landwirtschaft arbeiteten und sich selbst versorgten. Das Personal der Einrichtung bestand zu dieser Zeit aus dem Hausvater Gottlieb Schnabel, seiner Frau, zwei Aufsehern und drei Knechten.
In der Zeit des Ersten Weltkriegs wurden Kriegsgefangene als Zwangsarbeiter beschäftigt, auch in der Zeit des Nationalsozialismus ab dem Jahr 1942 gab es Zwangsarbeiter in der damaligen Arbeiterkolonie. Dieses Unrecht ist Teil der Geschichte und dokumentiert.
Diakon Wilhelm Horn, der in den Jahren 1929 bis 1962 als „Verwalter“ die Erlacher Arbeiterkolonie leitete, war ein tiefreligiöser Mann, dessen christliches Verständnis gegen die Denkweisen des Nationalsozialismus sprach. Er gehörte keiner nationalsozialistischen Organisation an und wurde von den Nazis als nicht beeinflussbar im nationalsozialistischen Sinne beurteilt: „Es ist bei der Person des Verwalters meines Erachtens keine Beeinflussung im nationalsozialistischen Geist gewährleistet“. Für ihn blieb die Ambivalenz auszuhalten, dass sein Vorstand Karl Mailänder engagiertes NSDAP-Mitglied war. Dieser war nachweislich u. a. an der Verfolgung und Ermordung von Sinti und Roma beteiligt, was Ende der 1980er Jahre durch die Forschung von Johannes Meister offengelegt wurde. Trotzdem wurde Mailänder nach Kriegsende nach einem zweijährigen Berufsverbot, erlassen durch die US-Verwaltung, als „minderbelastet“ eingestuft, was aus heutiger Perspektive schwer nachvollziehbar ist.
Obwohl Erlach selbst von den Zerstörungen des Zweiten Weltkriegs weitgehend verschont geblieben war, begann in der Nachkriegszeit eine Phase erheblicher Bautätigkeit. Das Hauptgebäude wurde erweitert, verschiedene Gebäude umgebaut, die große Landwirtschaft auf die sogenannte Helle Platte verlagert und umfassend neu gebaut. In den 1960er Jahren verlor die Landwirtschaft an Bedeutung. In der Arbeiterkolonie entstanden zu dieser Zeit erste Arbeitsplätze in der Holz- und Metallverarbeitung.
Im Jahr 1968 – weit vor der Anerkennung von Sucht als Krankheit durch die zuständigen Kostenträger – wurden erste Versuche gestartet, suchtkranken Menschen die wortwörtlich überlebensnotwendige Hilfe zukommen zu lassen. Dies geschah ab den Siebzigerjahren in Verbindung mit einer räumlichen Ausweitung der Angebote auf die Städte Murrhardt und Backnang und markierte den Beginn einer weitgehenden fachlichen und räumlichen Differenzierung.
Heute ist das damals entstandene Hilfesystem der Sozialtherapie Helle Platte eine landesweit anerkannte Facheinrichtung für psychisch und/oder suchtkranke Menschen und arbeitet eng mit zahlreichen Netzwerkpartnern zusammen. Im Jahr 1975 benannte sich die Arbeiterkolonie Erlach in „Erlacher Höhe“ um. Drei Jahre später richtete sie ihre erste therapeutische Wohngemeinschaft und 1982 in Backnang eine Anlaufstelle für Wohnungslose mit Notübernachtung ein. Seit 1987 nimmt die Einrichtung auch Frauen auf.
Seit den 1990er Jahren wurde das Portfolio um Hilfen für am Arbeitsmarkt benachteiligte Menschen erweitert. Als ab der Jahrtausendwende neue Armutsentwicklungen sichtbar wurden, entwickelte die Erlacher Höhe eine Reihe armutsbezogener Hilfen wie Sozialkaufhäuser und Mittagstische, häufig verbunden mit sozialversicherungspflichtigen Beschäftigungsangeboten.
Die 2010er Jahre waren zunächst durch die vorangegangene Bankenkrise geprägt, die eine neuerliche Konzentration auf Hilfen für arbeitslose Menschen in Form von Bildungsangeboten erforderlich machte. Als die Erlacher Höhe im Jahr 2015 im Rahmen der Flüchtlingskrise angefragt wurde, entstand im Landkreis Calw ein qualifiziertes, differenziertes Jugendhilfeangebot für unbegleitete, minderjährige Flüchtlinge. Im Jahr 2016 feierte die Erlacher Höhe das 125-jährige Bestehen unter dem Motto: „125 Jahre aktiv für Menschen. Leben. Würde.“ Heute beschäftigt das Sozialunternehmen rund 260 Mitarbeiter. Sie betreuen täglich etwa 1500 Jugendliche, Frauen und Männer und bieten Hilfe für Wohnungslose, bei Arbeitslosigkeit, zur Eingliederung sowie pflegerische und sozialtherapeutische Unterstützung.
Im Jahr 2008 gründete der Verein die „Stiftung LebensWert – Arbeits- und Wohnungslosenhilfe in Baden-Württemberg“.

## Heutige Funktion
Die Erlacher Höhe ist heute ein Sozialunternehmen mit 16 Standorten in sieben Landkreisen Baden-Württembergs für Menschen in unterschiedlichen Lebenssituationen, speziell in sozialen Notlagen. Seit 2015 ist die Erlacher Höhe zudem als Träger der Jugendhilfe anerkannt. Ziel der Arbeit ist es, Menschen zu einem gelingenden Leben zu helfen.

## Bioenergiedorf
Als erstes Bioenergiedorf im Rems-Murr-Kreis ist die Erlacher Höhe seit 2012 auch bundesweit das erste Bioenergiedorf innerhalb der Diakonie. Die Erlacher Energie- und Wasserversorgung umfasst mehrere Bausteine: Nahwärmesysteme, Blockheizkraftwerk, Biogasanlage, Hackschnitzelanlage, Photovoltaikanlagen, Quellwasser- und Brauchwassernutzung, Kommunale Wassernutzung und eine eigene Kläranlage. Der Strom kann CO₂-neutral erzeugt werden, wobei die Biogasanlage ausschließlich mit Gülle und Grüngut beschickt wird, die von der eigenen Bio-Landwirtschaft vor Ort stammt.

## Geschäftsleitung
- Wolfgang Sartorius, geschäftsführender Vorstand[13]
- André Frank, kaufmännischer Geschäftsführer[13]